# Philagra
Philagra är ett släkte av insekter. Philagra ingår i familjen spottstritar.

## Dottertaxa tillPhilagra, i alfabetisk ordning[1]
- Philagra albinotata
- Philagra arisana
- Philagra cephalica
- Philagra concolor
- Philagra coomani
- Philagra costalis
- Philagra dissimilis
- Philagra douglasi
- Philagra flavosparsa
- Philagra fulvida
- Philagra fusca
- Philagra grahami
- Philagra insularis
- Philagra kanoi
- Philagra kuskusuana
- Philagra lata
- Philagra maculata
- Philagra major
- Philagra memoranta
- Philagra montana
- Philagra niger
- Philagra provecta
- Philagra quadrimaculata
- Philagra recta
- Philagra recurva
- Philagra scotti
- Philagra semivittata
- Philagra subrecta
- Philagra tongoides
- Philagra vittata